# Classe Endurance
La classe Endurance (Endurance-140) è una classe di 4 Landing Platform Dock (LPD) in servizio dal 2000 nella marina militare di Singapore, dove hanno sostituito 5 LST Type 2 / LST Mk.2 ex US Navy.

Una quinta unità è entrata in servizio nel 2012 nella reale marina militare thailandese.

La ST Engineering ha in programma di realizzare una versione ingrandita, detta Endurance-160, paragonabile ad una LHD.

## Unità
| Nome                         | Pennant                      | Impostazione                 | Varo                         | In servizio                  | Note                         |
| Marina militare di Singapore | Marina militare di Singapore | Marina militare di Singapore | Marina militare di Singapore | Marina militare di Singapore | Marina militare di Singapore |
| ---------------------------- | ---------------------------- | ---------------------------- | ---------------------------- | ---------------------------- | ---------------------------- |
| RSS Endurance                | 207                          |                              | 14 Marzo 1998                | 18 Marzo 2000                |                              |
| RSS Resolution               | 208                          |                              | 1 Agosto 1998                | 18 Marzo 2000                |                              |
| RSS Persistence              | 209                          |                              | 13 Marzo 1999                | 7 Aprile 2001                |                              |
| RSS Endeavour                | 2010                         |                              | 12 Febbraio 2000             | 7 Aprile 2001                |                              |
| Kongthap Ruea Thai           |                              |                              |                              |                              |                              |
| HTMS Angthong                | LPD-791                      |                              | 21 Marzo 2011                | 19 Aprile 2012               |                              |